# Studio Mourlot
Studio Mourlot – założone w Paryżu w 1852 r. przez Francois Mourlot, początkowo pełniło rolę drukarni komercyjnej. Znane również jako Imprimerie Mourlot, Mourlot Freres i Atelier Mourlot, rozpoczęło swoją działalność produkując tapety ścienne. Następnie syn Francois Mourlot- Jules, poszerzył działalność o produkcję opakowań do czekolad (m.in. dla Chocolat Poulain), ksiąg jak i również map. Począwszy od 1920 r. syn Jules, Fernand Mourlot, zmienił konwencję jednego z posiadanych lokali i poświęcił je drukowaniu wyłącznie litografii i plakatów artystycznych.

## Historia
W krótkim czasie Studio Mourlot stało się miejscem, gdzie plakaty były przygotowywane i produkowane jako dzieła sztuki same w sobie. Jednym z najważniejszych wydarzeń była produkcja plakatu z okazji wystaw Honoré Daumier i Eugène Delacroix (1930 r.) oraz ekspozycji dzieł Édouarda Manet w Muzeum Narodowym we Francji.
Innym ważnym wydarzeniem w działalności Studia Mourlot była produkcja litografii o limitowanej edycji. Maurice de Vlaminck i Maurice Utrillo byli pierwszymi artystami, którzy tworzyli swoje litografie w paryskim studiu.
Litografia, jako gatunek w sztuce, cieszyła się szczególną popularnością w XIX wieku. Zapoczątkowana przez Aloisa Senefeldera, osiągnęła swoją sławę w 1880 r., kiedy to zaczęła być praktykowana przez artystów takich jak: Jules Chéret, Henri de Toulouse-Lautrec, Pierre Bonnard, Georges Rouault czy Édouard Vuillard. Niestety większość malarzy zaprzestało jej produkcji w pierwszej połowie XX wieku.
W 1937 r. Studio Mourlot stworzyło dwa plakaty, jeden dla Pierre Bonnard i jeden dla Henri Matisse z okazji wystawy Maitres de l'Art w Petit Palais. Oba okazały się być doskonałej jakości i sprawiły, że Studio Mourlot ponownie stało się wiodąca drukarnią litografii. W tym samym roku Studio zaczęło długą współpracę z Tériade, założycielem legendarnego magazynu Verve, poświęconego sztuce oraz jej recenzji. Po drugiej wojnie światowej, Studio Mourlot rozpoczęło współpracę z artystami takimi jak Matisse, Georges Braque, Georges Rouault czy Joan Miró. W latach 1945 i 1969 Pablo Picasso stworzył w Studiu ponad czterysta litografii i plakatów. Ta współpraca będzie przełomowa w procesie tworzenia litografii i nada nowy wymiar dziełom Picassa.